# Svensk Förening för Sömnforskning och Sömnmedicin
Die Svensk Förening för Sömnforskning och Sömnmedicin (abgekürzt SFSS, Schwedische Gesellschaft für Schlafforschung und Schlafmedizin) ist eine wissenschaftliche Fachgesellschaft, die sich die Erforschung des Schlafes und seiner Störungen zum Ziel gesetzt hat.
Der Sitz des Vereins ist Stockholm. Die Organisationsnummer lautet 802432-8182.

## Ziele
Zweck des Vereins ist es, Grundlagenforschung, angewandte Forschung und klinischen Aktivitäten im Zusammenhang mit Schlaf und Wachsein zu fördern und Öffentlichkeitsarbeit zu leisten.

## Tätigkeiten
Zu den Themen Schlafforschung und Schlafmedizin organisiert die SFSS Treffen und Symposien, führt Schulungen und Workshops durch und gibt Veröffentlichungen heraus. Im Rahmen seiner Möglichkeiten vergibt der Verein jährlich Stipendien für die Förderung der schwedischen Schlafforschung.
Die SFSS befasst sich über die Beteiligung am „Nordic Sleep Medicine Accreditation Committee“ (NOSMAC), in dem auch die entsprechenden Fachgesellschaften aus Dänemark, Estland, Finnland, Island und Norwegen vertreten sind, mit der Akkreditierung von Schlafmedizinern und Schlaflaboren unter Anwendung der Empfehlungen der European Sleep Research Society (ERSR). Elf Zentren bieten das volle Spektrum schlafmedizinischer Untersuchungen, 25 weitere haben den Schwerpunkt bei schlafbezogenen Atmungsstörungen und 15 befassen sich auch mit Schlafforschung (Stand Dezember 2011).

## Historie
Der Verein wurde im Jahr 1989 als „Svensk förening för sömnforskning“ (SFSF) mit dem Schwerpunkt Schlafforschung gegründet. Gründungspräsident war Jerker Hetta. Die bei der konstituierenden Sitzung am 6. Februar 1989 verabschiedete Satzung wurde im Jahr 2006 überarbeitet und den erweiterten Zielen angepasst. Seither trägt der Verein die geänderte Bezeichnung. 

## Organisation
Die SFSS ist ein ideeller Verein. Die Mitgliedschaft kann von Personen aus der Schlafforschung beantragt werden. Als unterstützende Mitglieder können Institutionen und Unternehmen in den Verein aufgenommen werden. Diese Mitglieder sind nicht stimmberechtigt.
Es gibt im Verein Arbeitsgruppen für die Schwerpunkte Zahnärztliche Schlafmedizin, Pädiatrische Schlafmedizin und Verhaltenstherapie bei Schlaflosigkeit.
Vorsitzende ist Lena Leissner vom Klinikum der Universität Örebro. Der Verein hat mehr als 500 Mitglieder (Stand Mai 2012).